# Bretka
Bretka, ungarisch Beretke (bis 1927 slowakisch „Beretka“ oder „Berítka“) ist eine Gemeinde im Osten der Slowakei mit 397 Einwohnern (Stand 31. Dezember 2024), die zum Okres Rožňava, einem Teil des Košický kraj, gehört.

## Geographie
Die Gemeinde befindet sich am nordöstlichen Ausläufer des Talkessels Rimavská kotlina (Teil der größeren Einheit Juhoslovenská kotlina), am Zusammenfluss von Muráň mit der Slaná. Noch vor der Mündung bahnt sich der Muráň den Weg durch den Muráň-Durchbruch (slowakisch Prielom Muráňa). Das Ortszentrum liegt auf einer Höhe von 206 m n.m. und ist 10 Kilometer von Tornaľa sowie 28 Kilometer von Rožňava entfernt.
Nachbargemeinden sind Meliata im Norden, Bohúňovo (Ortsteil Tiba) im Nordosten, Čoltovo im Osten, Gemerská Panica im Südosten, Gemer im Süden und Gemerská Ves im Westen.

## Geschichte

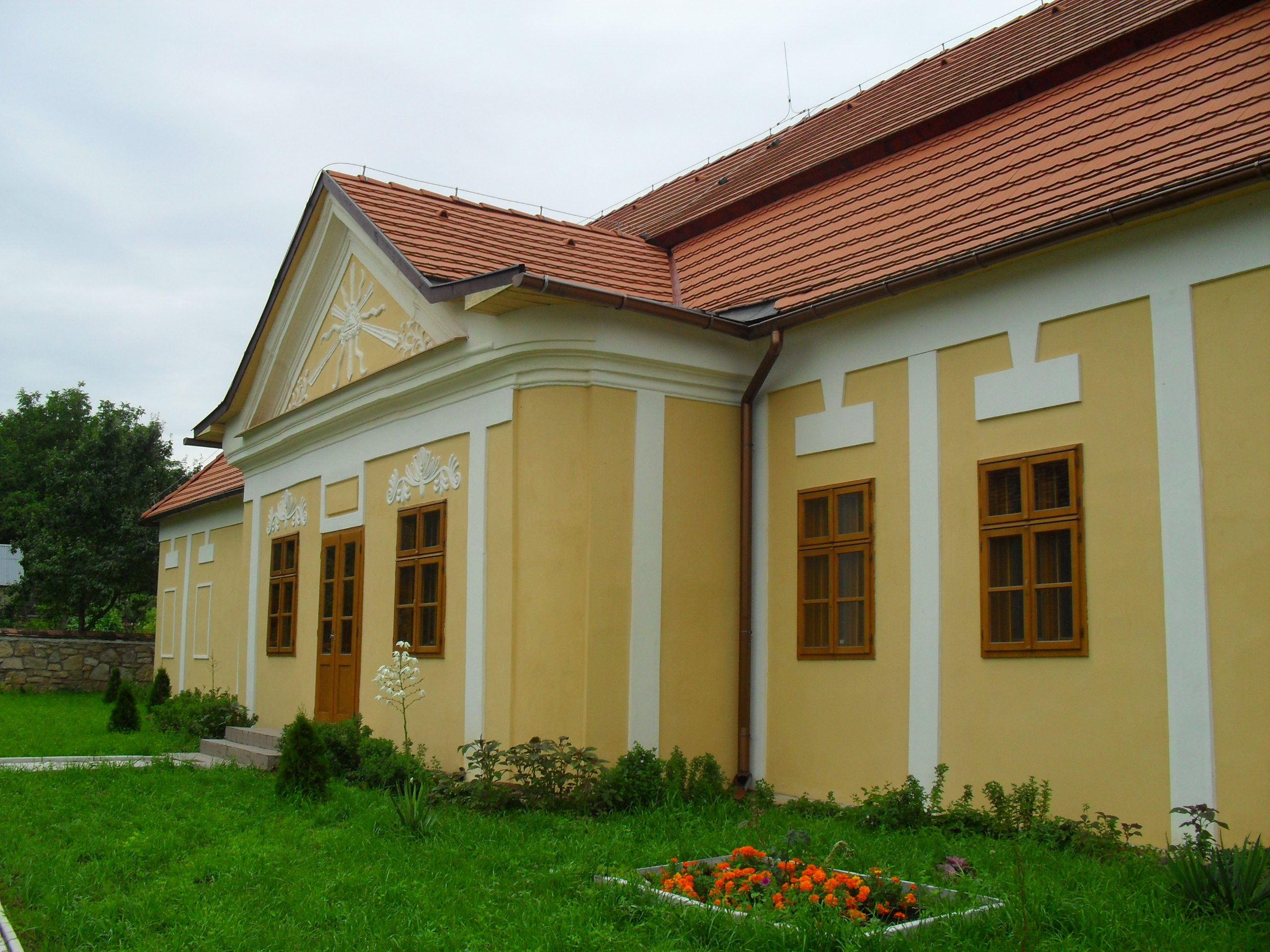
Landsitz in Bretka

Bretka wurde zum ersten Mal 1286 als Beretka schriftlich erwähnt, weitere historische Bezeichnungen sind unter anderen Berethke (1291, 1427) und Beretke (1808). Das Dorf entstand in der zweiten Hälfte des 13. Jahrhunderts durch Ausgliederung aus der Nachbargemeinde Čoltovo. Neben dem eigentlichen Ort, genannt Zemianska Bretka (ungarisch Nemesberetke) entstand ein eigenständiger namens Sedliacka Bretka (ungarisch Parasztberetke). In den kriegerischen Auseinandersetzungen des späten 17. Jahrhunderts wurde Bretka verwüstet, 1720 wohnten hier nur noch zwei Untermieterfamilien. Zur Neubesiedlung kamen Siedler aus Hucín, Turčok und aus der Landschaft Horehronie.  1828 zählte man 55 Häuser und 455 Einwohner, die als Landwirte, Maurer und Obstbauern beschäftigt waren.
Bis 1918/1919 gehörte der im Komitat Gemer und Kleinhont liegende Ort zum Königreich Ungarn und kam danach zur Tschechoslowakei beziehungsweise heute Slowakei. 1938 bis 1944 war er auf Grund des Ersten Wiener Schiedsspruchs noch einmal Teil Ungarns.

## Bevölkerung
| Jahr                | 1994 | 2004    | 2014     | 2024    |
| ------------------- | ---- | ------- | -------- | ------- |
| Anzahl der Personen | 362  | 350     | 400      | 397     |
| Unterschied         |      | −3,31 % | +14,28 % | −0,75 % |

| Jahr                | 2023 | 2024    |
| ------------------- | ---- | ------- |
| Anzahl der Personen | 400  | 397     |
| Unterschied         |      | −0,75 % |

Nach der Volkszählung 2011 wohnten in Bretka 375 Einwohner, davon 265 Magyaren, 49 Roma und 46 Slowaken. 15 Einwohner machten keine Angabe zur Ethnie.
176 Einwohner bekannten sich zur römisch-katholischen Kirche, 83 Einwohner zur reformierten Kirche, 22 Einwohner zur Evangelischen Kirche A. B., neun Einwohner zu den Zeugen Jehovas, sechs Einwohner zur evangelisch-methodistischen Kirche, drei Einwohner zur griechisch-katholischen Kirche, zwei Einwohner zur apostolischen Kirche sowie jeweils ein Einwohner zu den christlichen Gemeinden und zur orthodoxen Kirche. 48 Einwohner waren konfessionslos und bei 24 Einwohnern wurde die Konfession nicht ermittelt.

## Baudenkmäler
- römisch-katholische Andreaskapelle im historisierenden Stil aus dem Jahr 1864
- Landsitz im Barockstil aus dem Jahr 1754
- reformierte (calvinistische) Kirche